# 张君劢
张君劢（1887年1月18日—1969年2月23日），名嘉森，字君劢，号立斋，别署世界室主人，笔名君房，以字行，江苏宝山人（今上海市宝山区）。中國政治家、觀念論哲学家，中國民主社會黨领袖，中華民國憲法之父。

## 生平

### 作为立宪派的活动
张君劢1887年生于江苏嘉定。1899年入上海江南制造局广方言馆。1902年16岁应宝山县乡试，中秀才。1903年入江宁江南高等学堂学习，1905年因参加拒俄义勇队被校方开除学籍。此后他到湖南，先后在長沙明徳学堂、常德師範学堂任教。
1906年他公费留学日本早稻田大学政治经济科，结识了梁启超和張東蓀等人。1907年9月，他参加了梁启超的政闻社。1909年6月，他在東京参与设立咨議局事務調査会，8月参与创办雜誌《宪政新志》。1910年（宣统二年）回国，中法政科进士，授翰林院庶吉士。

### 在北京政府的活动
1911年辛亥革命，任宝山县议会议长。

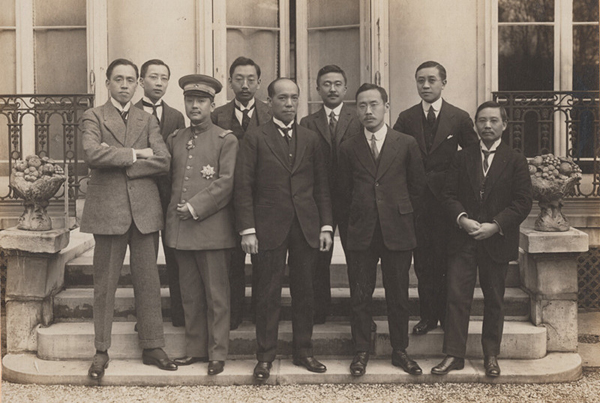
1919年，中国欧洲考察团在巴黎的合影。右二为蒋百里、左五为梁启超、左二为张君劢。左一應為1919年巴黎和会中國五人代表團之一的劉崇傑.

1912年，与汤化龙、林長民等人组织共和建设讨论会，5月赴北京，任北洋政府秘书，并和汤化龙一起促进各派政治势力邀请梁启超回国。同时参与黄远生创办的《少年中国周刊》。8月共和建设讨论会与共和统一党联合改组为民主党，选梁启超为党魁。9月梁启超回国。11月张君劢发表《袁政府对蒙事失败之十大罪》一文。1913年1月在梁启超安排下，他以《宪法新闻社》通讯员的身份，取道俄国，赴德国采访考察。3月入柏林大学专攻政治学，獲政治學博士學位。二次革命中，他支持黎元洪。
1915年底，他应梁启超召唤回国，1916年8月15日，出任上海《时事新报》总编、浙江交涉署长。護国战争以後，張君勱支持皖系的段祺瑞。他跟随梁启超，力主与德宣战。1917年3月13日中华民国国务院新设临时国际政务评议会，他任书记长。1917年7月张勋复辟结束后，他任直系冯国璋总统府秘书长，遭到皖系嫌恶，结果张君劢退出中华民国军阀政府。

### 欧洲留学与反共反蒋
1918年（民国7年）1月，他和蒋方震等结成松社。随梁启超、丁文江前往欧洲考察，之后留在德国跟随唯心论哲学家倭铿学习哲学，后来他又跟随亨利·柏格森学习。1921年12月，他陪同德国哲学家杜里舒来华讲学任翻译。
1922年3月在上海参加上海总商会聂云台和江苏省教育会黄炎培组织的“国是会议”，起草《国是会议宪草》。1923年2月陪同杜里舒北上京津，在清华大学做了题为“人生观”的讲演，引发科玄论战的争论。当时中国马克思主义兴起，他以唯心论批判唯物论。同年回上海任吴淞市政筹备处副主任，在吳淞创办国立自治学院，并兼职执教于中国公学。1926年与李璜合办《新路》杂志。1927年国立自治学院被中国国民党勒令停办。1928年《新路》杂志被中国国民党当局查封。张君劢反对蒋介石的一党独裁。1929年（民国18年）6月他被国民党当局逮捕拘禁，后经章炳麟、杜月笙斡旋，他被释放。10月，他赴德国，在耶拿大学教书。

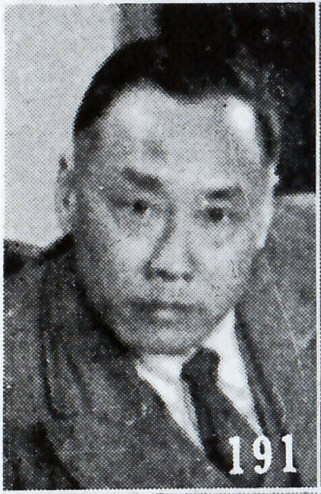
《最新支那要人传》中的张君劢照片

### 成立中国国家社会党
1931年9月，他回国，赴北平燕京大学、清华大学等校执教。10月，与张东荪、罗隆基等，在北平发起组织“再生社”。
1932年4月16日，他与张东荪等人在北平秘密组织中国国家社会党，他任中央总务委员兼总秘书，5月机关报《再生》月刊秘密创刊。国家社会党标榜「国家社会主義」，主张「絕对的愛国主義」、「漸進的社会主義」、「修正的民主政治」，否定階級观念和暴力革命。1933年（民国22年）4月，国家社会党第1次代表大会召开，他当选中央总務委員会总秘書。他继续反蒋介石的活動，得到山西省的閻錫山支援，福建事变爆发后他参加中华共和国人民革命政府。
此后他到广东省，任中山大学哲学系教授，因所谓「反動的思想」而遭到学生反对，半年后被迫辞任。1935年（民国24年），他受广东统治者陳济棠招聘，在陳創設的学海書院任学长（院长张东荪）。他还在香港创《宇宙》周刊。翌年夏，陳发动反蒋起义失敗，从此失势，学海書院遂关闭。

### 参加民盟
1937年中国抗日战争爆发，他参加了蒋介石举办的廬山談話会、国防参議会，调整了自己的反蒋路线。1938年（民国27年）4月，中国国家社会党正式成为公開政党。1938年他被选为国民参政会参政员。1938年发表《致毛泽东先生的公开信》，要求取消八路军、新四军和陕甘宁边区。1939年（民国28年）9月，他任国民参政会憲政期成会委員。同年11月，他代表中国国家社会党加入了黄炎培发起成立的统一建国同志会。1940年，与陈布雷在云南大理合办民族文化学院，任院长。
1941年他与黄炎培等人将统一建国同志会改组为中国民主政团同盟，他任常务委员。1944年（民国33年）9月，民主政团同盟改组中国民主同盟（民盟），他继续任常務委員。1945年4月，他代表中国出席联合国国际组织会议，任联合国宪章大会组委员，于1946年4月至6月，代表中国签署联合国宪章。

### 第二次国共内战
1946年1月，他作为民盟代表出席政治协商会议。8月，中国国家社会党和民主憲政党（華僑政党，由梁启超系统的支持派组成）合併，成立中国民主社会党。此後，第二次国共内战爆发，民主社会党抱持反共姿态。11月该党参加制憲国民大会，12月民盟决议开除该党出盟，12月24日通知该党，12月25日该党宣布退出民盟。他主導起草《中华民国宪法》，使孫中山構思的五權憲法確立為傾向內閣制的五院制，制約總統的權力，并参與以中國國民黨成員為多數的政府組織工作。張君勱与中共人士有过交往；1946年，他59岁生日时，周恩来送过他一块“民主之寿”的寿匾。但張君勱反對毛泽东 、周恩来在中國實行人民民主专政与共產主義，也不满于蔣中正未能遵守《中華民國憲法》。
1947年1月20日下午5時，蔣介石邀請中國民主社會黨張君劢至官邸談話，表示公開政權:8270。3月5日，蔣約見中國民主社會黨張君劢、徐傅霖及青年黨左舜生、余家菊等人，談改組政府問題:8304。3月8日，民社黨北方代表梁秋水、胡海門電張君劢反對全面參加政府:8307。
3月14日，中國民主社會黨主席張君劢主張中國派代表參加莫斯科外長會議，謂四強已同意非正式討論中國問題，「與其讓人家討論，不如我自身參加。」:83123月18日，張君劢致函蔣，提出：《和平建國綱領》，本為各黨共同參加政府時代之決議，但「就年來之國內局勢與主席最近之演說觀之，已有出入」:8315。3月22日，中國國際人權保障會開代表會，由理事章乃器、耿麗淑、劉王立明代表該會招待各界，呼籲制止秘密捕人，推派張君劢向政府交涉:8318。3月27日，中國國際人權保障會函張君劢，敦促其向上海市政府交涉援救失蹤人士；張君勱於3月31日致函市長吳國楨，呼籲保障人權，處非法行動者以重罪:8322。
1947年5月22日，民社黨主席張君劢向國民參政會提出和平方案，建議邀請中共代表重開和談:8359。6月15日，蔣會見張君劢，交換對於時局之看法:83701。7月25日，張君劢發表談話，認為時局嚴重，政府應採取積極方針，擴大民主基礎:8388。7月28日，民主社会党在上海召开第一次全国代表大会，出席代表百餘人；張君劢報告參政經過:8390。7月30日，中國民主社會黨副主席伍憲子因調解黨內糾紛未果，聲明不參加該黨全國代表大會，其後又稱將與該黨革新派人士合，與張君劢分庭抗禮:8391。8月4日，民社黨第一次全國代表大會閉幕，選出執委、監委若干人，主席張君劢:8393。
1948年，中國民主社會黨主席張君勱支持大韓民國制定的大韓民國制憲憲法。
1948年，張君勱被蔣中正聘為首批總統府資政，但他未去就任。同年12月25日，中国共产党方面宣佈“頭等戰犯名單”，第一批43人:8760，張君勱被新华通讯社名列第43名:8760。
1949年1月7日，上海各報刊出中国民社黨主席張君劢談話，認為和談成敗關鍵在是否恢復討論政治問題之自由，政府過去和談時，禁止自由討論，使人民無法達成非軍事方式之解決:25。4月3日，張君劢在南京支持李宗仁謀和，但對蔣很不滿；如果和談失敗，他將遠走海外，為文批判共黨，因為這在中國不可能:101。11月，張君勱经由澳门赴印度。此后他在德里大学和加尔各答大学任教。

## 晚年
1951年12月，他离开印度赴美国。1955年，他到斯坦福大学从事中共政治研究。此後他遍访世界各国，讲演孔孟学説和反共思想。1958年，由张君劢参与编辑的《为中国文化敬告世界人士宣言》在《民主评论》上发表。由於民社黨遷往台灣後無法充分整合共識，又受到中國國民黨實施一黨專政的壓迫，最後張君勱曾經於1962年出面號召黨內團結，但無功而返。
张君劢一生未置办产业，只靠稿费和教学的收入生活。他也不曾接受中华民国政府的金钱援助，因此生活颇为清苦。1969年2月23日下午6時40分，他在美國旧金山病逝，享壽82岁。

## 家庭
父亲张润之，为宝山名医。其妹張幼儀是徐志摩的第一任夫人，其四弟张嘉璈（張公權）是前中國銀行董事長。

## 著作
- 《立国之道》
- 《新儒家思想史》
- 《义理学十讲纲要》
- 《明日之中国文化》
- 《儒家哲学之复兴》
- 《民族复兴之学术基础》
- 《辩证唯物主义驳论 （页面存档备份，存于）》
- 《中华民国民主宪法十讲》
- 《中国专制君主政治之评议》
- 中国人民大学出版社整理出版了他的大部分儒学著作，以《张君劢儒学著作集》丛书的形式出版。
- Junmai Zhang, Wang Yang-ming: idealist philosopher of sixteenth-century China, Jamaica, New York: St. John's University Press, 1962

### 引用
1. ↑  . 時事新報 (上海). 1916-08-13.
2. 1 2 3 4 5 6 7 8 9 10 11 12 13 14 15  李新總主編，中國社會科學院近代史研究所中華民國史研究室編，韓信夫、姜克夫主編 (编). . 北京: 中華書局. 2011.
3. 1 2  王景弘編譯 (编). . 台北市: 玉山社出版. 2011. ISBN 978-986-294-000-6.